# Јонатан
Јонатан (יור. יונתן‎, יונאטן хебрејски. „Бог даје“ или „Божји дар“. Реч „נאטאנ“ значи „дао“.) — старији син цара Саула, друг Давида.

## Библијски наратив
Ништа се не зна о Јонатановом детињству. Први пут се помиње током рата који је његов отац започео против Филистејаца (1 Цар. 13, 2), у борби против које је прошао цео живот Сауловог сина. Као и његов отац, Јонатан се истицао снагом и окретношћу (2Кар. 1:23), чему доказ служе његови војни подвизи под Михмасом. Такође је био познат по својој вештини у војним вежбама у стрељаштву и праћкама (2. Краљевима 1:22).
Јонатанов први војни подвиг био је пораз филистејског гарнизона код Геве. Ненаоружани и изгубљени духом, Израелци су изгледали потпуно беспомоћни пред Филистејцима. Оружја готово да нису имали (1Кар. 13:19-22), тако да су неки Јевреји, у крајњем очају, напустили своје домове и отишли преко Јордана у земљу Гада и Галада (1Кар. 13:6-7). У овој критичној ситуацији, Јонатан је одлучио да храбро покуша да нападне филистејски логор у Михмашу само са једним од својих наоружаних људи (1Кар. 14). Не рекавши никоме о својој намери и чврсто се уздајући у помоћ Божију, он је заједно са оклопником прешао клисуру, напао предњи непријатељски одред са таквом наглом и успехом да је целу непријатељску војску захватио изненадни терор, који је био још појачан. захваљујући чудесној помоћи Божијој (1. Цар. 14, 14-20). Саул је стигао са својом војском да помогне Јонатану, и као резултат тога дошло је до потпуне победе над непријатељима Израела.
Током битке, која је трајала цео дан, и сам Јонатан је био изложен великој опасности, услед Саулове непромишљене клетве наметнуте народу и војсци – клетви да не једу храну док Филистејци коначно не буду поражени (1. Цар. 14: 24). Јонатан, не знајући за овај свечани завет и уморан од својих војних подвига, окусио је дивљи мед који је нашао у шуми. Тако је клетва прекинута, и гнев Божији није одлагао да се открије (1. Цар. 14, 37). Саул, желећи да сазна узрок тога, свечано је изрекао хитну смртну казну онима који су згрешили, иако је то био његов рођени син Јонатан. И рече Саул Јонатану: "Реци ми шта си учинио? А Јонатан му рече: Нашао сам крај штапа који је у мојој руци, мало меда? И сада морам да умрем“ (1Кар. 14:43). Али захвални народ је спасао Јонатана од непосредне смрти. Устао је као један против смртне пресуде коју је цар објавио над Јонатаном, — „и ослободи народ Јонатанов, и не умрије“ (1. Цар. 14:45).

## Пријатељство са Давидом
Однос Давида и Јонатана био је пример идеалног пријатељства у Библији, како у јеврејској (Авот 5:16), тако и у хришћанској традицији. Они постају блиски пријатељи практично после првог сусрета: „Јонатан је склопио савез са Давидом, јер га је волео као своју душу“ (1. Кар. 18:3). Када је Саул, подстакнут мржњом према Давиду, хтео да га убије, Јонатан је двапут спасавао Давида од смрти, често чак и ризикујући сопствени живот (1. Кар. 19:1-7, 1. Кар. 19:20). Саул је са гневом говорио о томе: „Сине недостојни и непослушни! Зар не знам да си се спријатељио са Јесејевим сином на своју срамоту и на срамоту своје мајке?' (1 Цар. 20:30). Јонатан је био свестан да ће очински престо, за који је природно могао да сматра да му по праву припада, после смрти његовог оца пре или касније прећи на Давида, али помисао на то никада није прекинула нити засенила срдачне пријатељске односе међу њима. Када је Давид постао краљ, Јонатан није желео ништа више за себе него да му и даље буде друг (1. Цар. 23:17). После насилне експлозије Сауловог гнева против Давида и његовог бекства из краљевске палате, Јонатан је видео Давида само једном. Било је то у шуми, у пустињи Зиф. Овде је Јонатан нашао Давида, и ту су обновили свој савез пред Господом, и опростили се последњи пут (1. Цар. 23, 18).

## Смрт и сахрана
Заједно са својим оцем, Јонатан је учествовао у бици на гори Гилбоа, која се показала кобном за Саулов дом — сам краљ и његова три сина су погинули (1Кар. 31:2). Филистејци су окачили њихова тела на зид Бет-Сана, али су становници Јабеша уклонили остатке и затим их спалили (1. Цар. 31:12). Када је сазнао за смрт Саула и Јонатана, Давид је своју тугу изразио песмом: „Тугујем за тобом, брате мој, Јонатане, био си већи од мене. Твоја љубав је била већа од љубави жене" (2. Цар.  1:17-27). После Јонатана, остао је његов петогодишњи син Метивостеј, преко кога се Јонатанова породица наставила све до времена пророка Јездре (1. Днев. 9:40).